# Carl Martin Dolezalek
Carl Martin Dolezalek (* 19. Oktober 1899 in Grasdorf bei Hannover; † 2. April 1984 in Badenweiler) war ein deutscher Ingenieur für Produktions- und Automatisierungstechnik. 1955 wurde er Professor und Leiter des Instituts für Industrielle Fertigung und Fabrikbetrieb (IFF) an der Technischen Hochschule Stuttgart.

## Leben
Carl Martin Dolezalek war ein Enkel des Eisenbahn- und Tunnel-Bauingenieurs Professor Carl Anton Dolezalek. Auch sein Vater Professor Carl Anton Vincens Dolezalek war Bauingenieur. Carl Martin selbst wandte sich dem Maschinenbau zu.
Noch vor seinem 18. Geburtstag und vor dem Abitur wurde er im Juli 1917 Soldat und nahm am Ersten Weltkrieg teil. Kurz vor Ende des Ersten Weltkriegs nahm er an einem Notabiturienten-Kurs im Frankreich teil und legte das Notabitur ab. Nach dem Ende des Ersten Weltkriegs studierte er bis 1925 Maschinenbau mit dem Schwerpunkt Werkzeugmaschinenbau an der Technischen Hochschule Hannover, unter anderem bei Friedrich Schwerd (Entwickler des deutschen Stahlhelms). Danach arbeitete er bis 1927 als Hilfsassistent bei Professor Schwerd und beschäftigte sich dabei vor allem mit Rationalisierungsfragen in der hannoverschen Industrie. Von 1927 bis 1934 war er bei Siemens & Halske in Berlin für Fragen der Betriebsorganisation zuständig. 1934 wechselte er zu der Firma Bosch, Stuttgart. Er übernahm im Zünderwerk in Stuttgart-Feuerbach die Leitung der Arbeitsvorbereitung. 1939 wurde ihm der Aufbau eines Zweigwerkes der Bosch-Gruppe in Hildesheim übertragen, der Elektro- und Feinmechanischen Industrie GmbH (ELFI). Das Werk wurde Ende 1942 umbenannt in Trillke-Werke GmbH. Als technischer Werksleiter entwickelte er das neu gegründete Werk zu einem wichtigen Unternehmen für die Herstellung von elektrotechnischen Produkten für Kraftfahrzeuge, Zugmaschinen und Kettenfahrzeuge (Panzer). Bei der Besetzung von Hildesheim durch die Alliierten im Frühjahr 1945 konnte er die Zerstörung des Werks verhindern, wurde aber im Herbst 1945 wegen seiner Mitgliedschaft in der NSDAP (seit 1940) vor allem aber wegen seines Titels Wehrwirtschaftsführer (seit 1944) auf Anordnung der Britischen Militärregierung ohne Geld- und Sachbezüge im September 1945 beurlaubt. Erschwerend kam hinzu, dass er von einigen Arbeitnehmervertretern wegen seines angeblich strengen Umgangs mit einigen Mitarbeitern massiv angegriffen wurde, so dass die Bosch GmbH das Arbeitsverhältnis mit ihm zum 1. April 1947 einvernehmlich auflöste, obwohl die gegen ihn erhobenen Vorwürfe inzwischen weitgehend entkräftet waren und die britische Militärregierung Ende 1946 seine Wiederbeschäftigung genehmigt hatte. Mit einem Schreiben vom 17. Januar 1946 an Dolezalek hatte z. B. Vizeadmiral (Ing.) Ernst Stieringer bestätigt, dass Dolezalek nicht durch die NSDAP, sondern durch ihn in der Funktion als Rüstungsinspekteur zum Wehrwirtschaftsführer ernannt worden war. Zahlreiche solcher Leumund-Zeugnisse, auch aus London, führten dazu, dass er am 15. Juni 1949 rückwirkend zum 31. Mai 1949 vom Hauptausschuss für Entnazifizierung „als entlastet in der Kategorie 5“ eingestuft wurde.
Nach seiner Beurlaubung im Herbst 1945 beriet Dolezalek mehrere Firmen im Großraum Hannover/Hildesheim bei technischen und betriebsorganisatorischen Fragestellungen. Familiäre und freundschaftliche Kontakte nach England bewirkten, dass Dolezalek im Sommer 1948 als Technical Controller mit der Modernisierung der größten englischen Verbandstofffabrik von Smith & Nephew in Hull / Yorkshire beauftragt wurde. Wegen seiner guten Leistungen wurde er 1953 in das Management Committee von Smith & Nephew berufen. In den Jahren bis 1955 steigerte sich die Leistungsfähigkeit des Betriebes durch die von ihm entwickelten Fertigungs- und Automatisierungsmaßnahmen. Diese schlossen  große Um- und Neubauten ein, die sich in gewisser Weise auch positiv auf die Wohnsituation der Arbeitnehmer auswirkten.
Bereits in den 1930er Jahren war er im Gespräch für Professuren an der Technische Hochschule Stuttgart, TH Hannover und TH Dresden, die jedoch nicht realisiert wurden, weil er damals kein Mitglied der NSDAP war.
1955 bekam Dolezalek einen Ruf als Professor an die Technische Hochschule Stuttgart als Leiter des Instituts für Industrielle Fertigung und Fabrikbetrieb und kehrte nach Deutschland zurück. Um unbürokratisch Forschungen und Entwicklungen für die Industrie durchführen zu können, gründete er 1959 in Stuttgart das Institut für Produktionstechnik und Automatisierung (IPA) als „Privatinstitut“, dessen Buchhaltung die Fraunhofer-Gesellschaft übernahm. Im Rahmen seiner Emeritierung wurde das IPA in das Fraunhofer-Institut für Produktionstechnik und Automatisierung überführt.
Von 1958 bis 1967 war Dolezalek Herausgeber der Fachzeitschrift Werkstattstechnik, die gleichzeitig Organ der Arbeitsgemeinschaft der Betriebsingenieure (ADB) im Verein Deutscher Ingenieure (VDI) war. 1967 wurde der VDI Herausgeber der Werkstattstechnik und Dolezalek bildete zusammen mit anderen Professoren deren wissenschaftliche Leitung. Diese Aufgabe nahm er bis Ende 1982 war.
Im Jahr 1970 wurde Dolezalek emeritiert. Das IPA ehrte ihn durch die Ernennung zum „Mitglied auf Lebenszeit“ des Instituts-Kuratoriums. Seit Mitte der 1920er Jahre war er auch Mitglied des Vereins Deutscher Ingenieure (VDI). Dort wurde in der ADB auf seine Initiative hin 1956 der Ausschuss „Automatisierung in der Fertigung“ gegründet, den er bis Ende 1966 leitete und der während seiner Amtszeit u. a. zahlreiche VDI-Richtlinien veröffentlichte. Der VDI zeichnete ihn 1966 wegen „seiner systematischen Untersuchungen zu grundlegenden Fragen der Produktionstechnik und durch seine vielseitigen Forschungs- und Entwicklungsarbeiten zur Automatisierung der Fertigung in Groß- und Kleinbetrieben“ mit dem VDI-Ehrenzeichen aus.
In Fachkreisen bekannt wurde Dolezalek vor allem dadurch, dass er zusammen mit seinem Mitarbeiter Günter Ropohl die Begriffe Flexibles Fertigungssystem bzw. Flexible Fertigungslinie in die produktionswissenschaftliche Diskussion einführte.

## Schriften
Als Autor
- Automatisierung – Automation. Ein Beitrag zur Klärung der Begriffe. Grundlagen und Grenzen der Automatisierung. In: VDI-Zeitung. 98/Heft 12, S. 564–569.
- Meßzeuge und Meßanordnungen für die Fertigung. Springer, Berlin 1965.
- Grundsatzprobleme der Werkstückhandhabung bei Fertigung und Montage. In: VDI-Berichte. 89, Düsseldorf 1965, S. 103–108.
- Planung von Fabrikanlagen. Springer, Berlin, Heidelberg, New York 1973, ISBN 3-540-05956-3.

Als Herausgeber
- Festschrift anlässlich der Schlüsselübergabe am 26. Juni 1964 für die drei Fertigungsinstitute der Technischen Hochschule Stuttgart. Technische Hochschule Stuttgart, 1964.
- mit B. Huch: Angewandte Rationalisierung in der Unternehmenspraxis. Ausgewählte Beiträge zum 75. Geburtstag von Kurt Pentzlin. Econ, Düsseldorf, Wien 1978.